# Psilotreta albogera
Psilotreta albogera is een schietmot uit de familie Odontoceridae. De soort komt voor in het Oriëntaals gebied.